# كارولينا غيتان
كارولينا غيتان هي ممثله ومغنية كولومبية ولدت في 4 أبريل 1984.